# Suspensió MacPherson

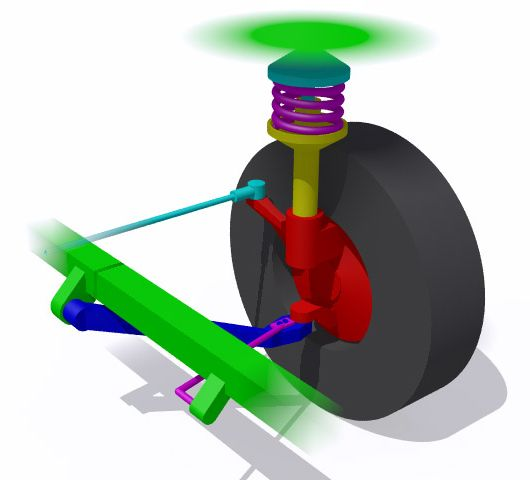
Suspensió McPherson a la roda davantera esquerra d'un vehicle de tracció posterior.

La suspensió MacPherson és un tipus de suspensió que utilitza l'eix telescòpic d'un amortidor per controlar la posició de la roda. Utilitzada àmpliament en els vehicles moderns, rep el seu nom d'Earle S. MacPherson, que la va desenvolupar.

## Història
Earle S. MacPherson va desenvolupar el disseny d'aquesta suspensió el 1949 basant-se en dissenys creats el 1920 per Guido Fornaca a FIAT. És probable que MacPherson inspirés el seu disseny en les suspensions desenvolupades a Cottin-Desgouttes que feien servir el mateix disseny però amb suspensió de ballesta. El primer cotxe a portar suspensió MacPherson va ser el Ford Vedette de 1949, i va ser adoptada també en el Ford Consul de 1951. MacPherson va desenvolupar la suspensió per poder ser utilitzada en totes quatre rodes, però els constructors van utilitzar-la majoritàriament com a suspensió davantera, on, a més a més de la funció de suspensió, es feia servir per a la direcció. El 1957 Colin Chapman empleat de Lotus Cars va aplicar aquest disseny a la suspensió posterior del Lotus Elite. Com a resultat aquest tipus de suspensió a les rodes posteriors s'anomena sovint suspensió Chapman.

## Disseny
La suspensió McPherson consisteix en una forquilla estabilitzada per un braç secundari que proveeix el punt de muntatge inferior per la boixa o l'eix de la roda. El braç inferior posiciona tant en sentit longitudinal com lateral. La part superior de la boixa o l'eix està unit a l'amortidor i la part superior d'aquest està unit directament al xassís del vehicle.

## Prestacions
Malgrat ser una de les tries més usuals degut a la seva simplicitat i baix cost de producció, el disseny té alguns inconvenients pel que fa a la conducció. Geomètricament, la configuració de la suspensió no permet un moviment perfectament vertical de la roda, l'angle vertical de la roda varia uns graus durant el recorregut de la suspensió. Aquest canvi en l'angle vertical de la roda modifica el contacte de la banda de rodament del pneumàtic amb l'asfalt. Degut a la unió directa de la suspensió al xassís, aquesta transmet el moviment directament al xassís, provocant sorolls i vibracions a l'habitacle.